# کاوینگتون (میشیگان)
کاوینگتون (به انگلیسی: Covington) یک منطقهٔ مسکونی در ایالات متحده آمریکا است که در میشیگان واقع شده‌است. کاوینگتون ۴۸۷ متر بالاتر از سطح دریا واقع شده‌است.